# Czarnogóra na Mistrzostwach Świata w Lekkoatletyce 2013
Czarnogóra na Mistrzostwach Świata w Lekkoatletyce 2013 – reprezentacja Czarnogóry podczas mistrzostw świata w Moskwie liczyła 2 zawodników.

## Występy reprezentantów Czarnogóry

### Mężczyźni
| Konkurencja  | Zawodnik        | Eliminacje | Eliminacje | Finał    | Finał   |
| Konkurencja  | Zawodnik        | Rezultat   | Pozycja    | Rezultat | Pozycja |
| ------------ | --------------- | ---------- | ---------- | -------- | ------- |
| Rzut dyskiem | Danijel Furtula | 58,28      | 26.        | NQ       | NQ      |

### Kobiety
| Konkurencja | Zawodnik          | Eliminacje | Eliminacje | Finał    | Finał   |
| Konkurencja | Zawodnik          | Rezultat   | Pozycja    | Rezultat | Pozycja |
| ----------- | ----------------- | ---------- | ---------- | -------- | ------- |
| Maraton     | Slađana Perunović | —          | —          | DNF      | DNF     |